# Exit Music (For a Film)
Exit Music (For a Film) è una canzone dei Radiohead, scritta specificatamente per i titoli di coda del film Romeo + Giulietta di William Shakespeare (1996) diretto da Baz Luhrmann.

## Il brano
Il brano, interpretato da Yorke con voce sommessa dal punto di vista di Romeo, è musicalmente un madrigale basato su voce e tastiere che nel finale cresce con l'intervento della batteria, del basso e degli archi, ed è l'unica canzone dell'album OK Computer che parla d'amore.
Su richiesta di Thom Yorke, il cantante del gruppo, la canzone è assente dai due album della colonna sonora del film, ma appare come quarta traccia nell'album OK Computer (1997).
La canzone è inoltre presente durante lo scorrimento dei titoli di coda del film After.Life, nella scena finale dell'episodio della terza stagione di Black Mirror Zitto e balla e nel finale del terzo episodio della serie "Qui non è Hollywood", serie dedicata alla morte di Sarah Scazzi

## Cover
Il pianista jazz statunitense Brad Mehldau ha inserito una versione del brano nell'album The Art of the Trio Volume Three - Songs del 1998; altre cover sono state incise dai The Cinematic Orchestra in un album tributo, nel 2000 dai Miranda Sex Garden nel loro album Carnival of Souls e da Ramin Djawadi in una versione orchestrale